# Arhopala cardinaali
Arhopala cardinaali är en fjärilsart som beskrevs av Engbert Jan Nieuwenhuis 1969. Arhopala cardinaali ingår i släktet Arhopala och familjen juvelvingar. Inga underarter finns listade i Catalogue of Life.